# Byateranganahalli, Chiknayakanhalli
Byateranganahalli là một làng thuộc tehsil Chiknayakanhalli, huyện Tumkur, bang Karnataka, Ấn Độ.